# Batalla de Hakodate
La batalla de Hakodate (函館戦争, Hakodate Sensō?) se libró entre el 4 de diciembre de 1868 y el 27 de junio de 1869 entre los últimos restos del ejército del shogunato Tokugawa, fusionados como las fuerzas armadas rebeldes de la república de Ezo, y el ejército del recién creado gobierno imperial (compuesto fundamentalmente por las fuerzas de los dominios de Chōshū y Satsuma).
Constituye la última fase de la guerra Boshin y tuvo lugar alrededor de Hakodate, en la isla japonesa de Hokkaidō. En Japón es conocida también con el nombre de batalla del castillo Goryōkaku (五稜郭の戦い, Goryōkaku no tatakai).
Según el calendario japonés, la batalla de Hakodate se libró entre el día 21 del 10º mes del año 1 de Meiji y el 18º día del 5º mes del año 2 de Meiji.

## Contexto histórico
La guerra Boshin estalló en 1868 entre los partidarios de la restauración de la autoridad política del emperador y los del gobierno del shogunato Tokugawa. Estos últimos fueron derrotados en la batalla de Toba-Fushimi y, como consecuencia, las tropas imperiales ocuparon la capital del shogunato, Edo.

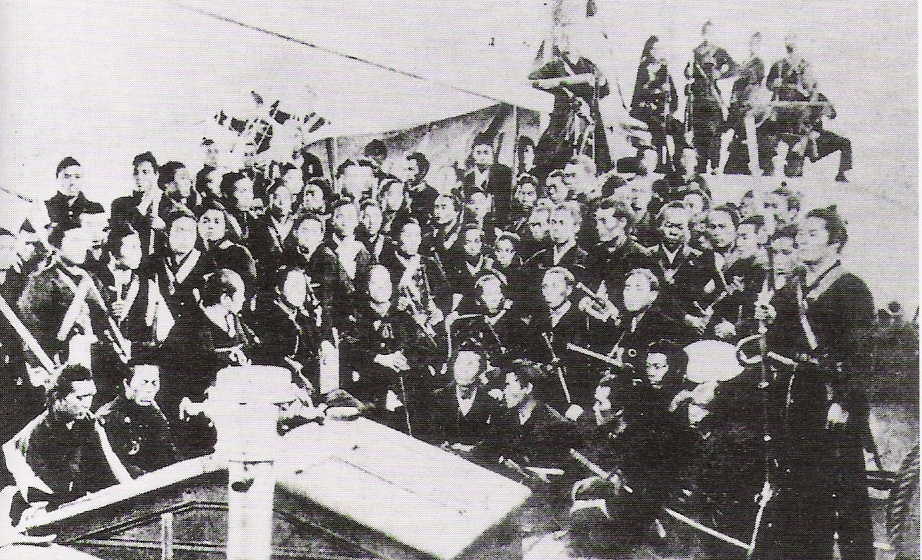
Tropas rebeldes del antiguo Bakufu, siendo transportadas a Hokkaidō.

Enomoto Takeaki, subcomandante de la armada del shogunato, se negó a entregar su flota al nuevo gobierno y zarpó de Shinagawa el 20 de agosto de 1868 con cuatro buques de guerra a vapor (el Kaiyō, el Kaiten, el Banryū y el Chiyodagata) y cuatro transportes a vapor (el Kanrin Maru, el Mikaho, el Shinsoku y el Chōgei) con 2000 soldados, 36 miembros del "Yūgekitai" dirigidos por Iba Hachirō, varios oficiales del antiguo gobierno del Bakufu (incluyendo al subcomandante en jefe de la armada del shogunato, Matsudaira Tarō), Nakajima Saburozuke y miembros de la misión militar francesa en Japón, encabezada por Jules Brunet.
El 21 de agosto, la flota sufrió los efectos de un tifón en Choshi: se perdió el Mikaho y el Kanrin Maru, gravemente dañado, se vio obligado a dirigirse a la costa y fue capturado en Shimizu.

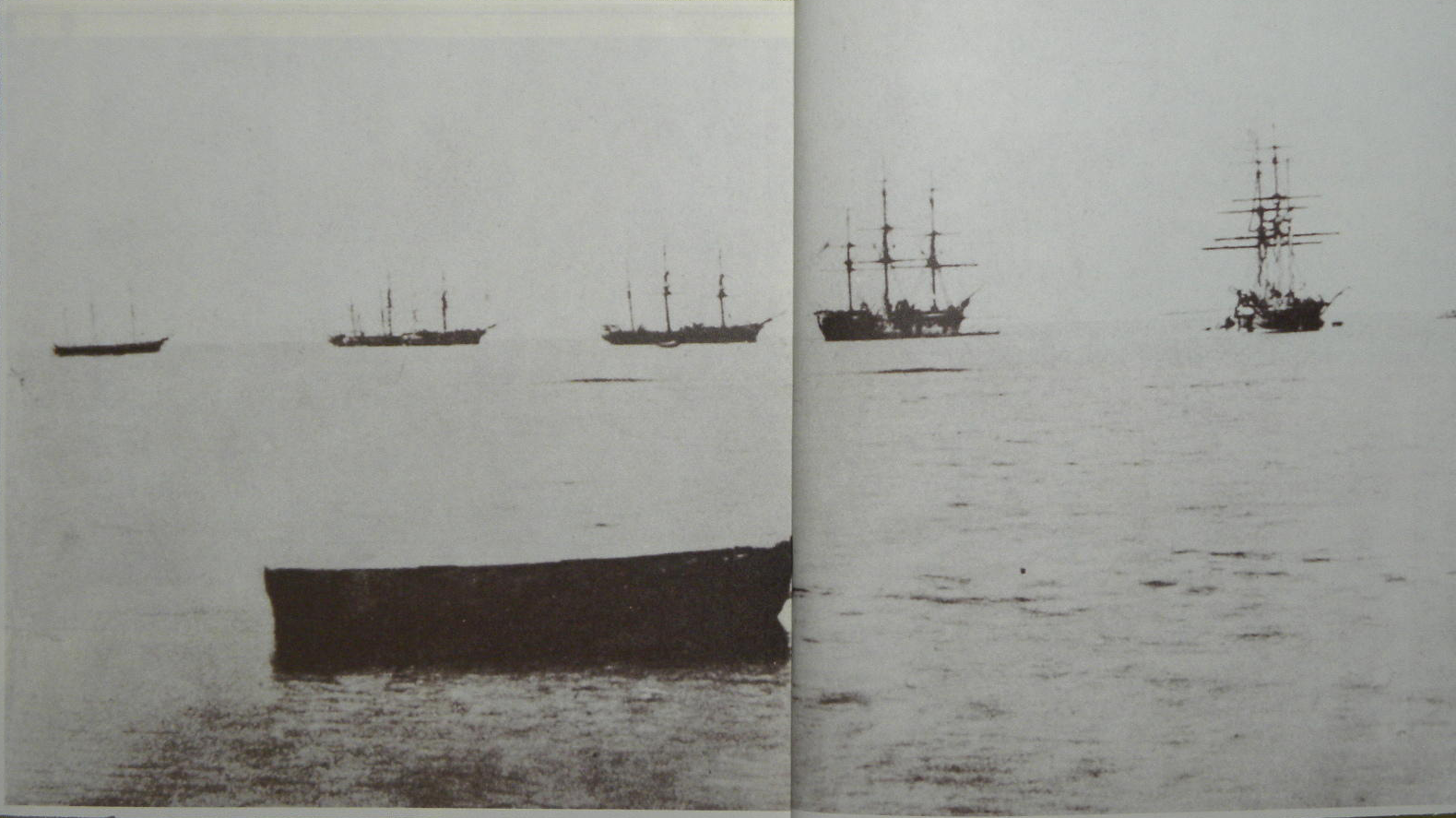
Parte de la flota de Enomoto Takeaki en Shinagawa. De derecha a izquierda: Kaiten, Kaiyō, Kanrin, Chōgei, Mikaho. Fotografía de 1868.

El resto de la flota llegó a la bahía de Sendai el 26 de agosto. Éste era uno de los centros de la Coalición del Norte (奥羽越列藩同盟, Ōuetsu Reppan Dōmei), opuesta al nuevo gobierno e integrada por los feudos de Sendai, Yonezawa, Aizu, Shōnai y Nagaoka.
Las tropas imperiales avanzaron hacia el norte, tomaron el castillo de Aizuwakamatsu e hicieron la posición en Sendai indefendible para los rebeldes. El 12 de octubre de 1868, la flota zarpó de Sendai con dos buques más (el Oe y el Hou-Ou, que habían sido anteriormente cedidos por el dominio de Sendai al shogunato) y 1000 soldados más: soldados que habían servido al Bakufu ahora a las órdenes de Ōtori Keisuke, tropas del Shinsengumi al mando de Hijikata Toshizō, hombres del Yugekitai mandados por Katsutaro Hitomi, así como varios consejeros franceses (Arthur Fortant, Jean Marlin, François Bouffier y Garde) que habían llegado a Sendai por tierra.

## Batalla de Hakodate

### Ocupación del sur de Hokkaidō

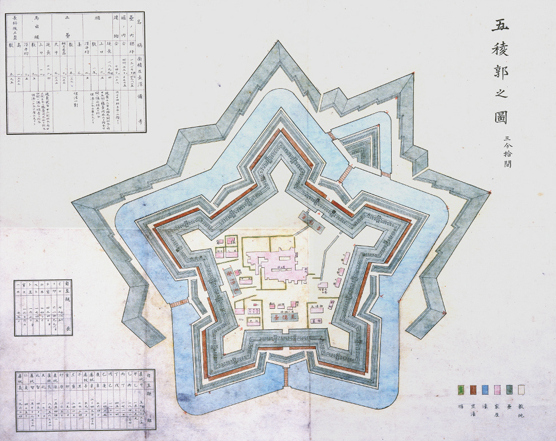
El castillo Goryokaku, cuartel general del ejército rebelde.

Los rebeldes, unos 3000, viajaron en barco con la flota de Enomoto Takeaki, arribaron a Hokkaidō en octubre de 1868 y desembarcaron en la bahía de Takanoki el día 20. Hijikata Toshizo y Ōtori Keisuke dirigieron sendas columnas hacia Hakodate, acabaron con la resistencia que les opusieron las tropas del dominio de Matsumae (que había declarado su lealtad al nuevo gobierno) y el día 26 se apoderaron del castillo de Goryōkaku, que se convertiría en el centro de mando del ejército rebelde.
Se organizarion varias expediciones con el objetivo de dominar por completo la península meridional de Hokkaidō. El 5 de noviembre, Hijikata, al mando de 800 soldados y apoyado por los buques de guerra Kaiten y Banryū, ocupó el castillo de Matsumae. El 14 de noviembre, Hijikata y Matsudaira convergieron en la ciudad de Esashi, con el apoyo adicional del buque insignia, el Kaiyo Maru, y del transporte Shinsoku. Para su desgracia, el Kaiyo Maru naufragó durante una tempestad cerca de Esashi y el Shinsoku se perdió también cuando acudía a auxiliarlo, lo que supuso un terrible golpe para los rebeldes.
Tras haber reducido toda la resistencia local, los rebeldes fundaron la república de Ezo el 25 de diciembre, basándose su modelo de gobierno en el de los Estados Unidos. Enomoto Takeaki fue su presidente. Aunque los gobiernos de Francia y el Reino Unido reconocieron la nueva república con reservas, el gobierno Meiji no lo hizo.
En previsión de un ataque de las tropas del nuevo gobierno imperial, se estableció una red defensiva alrededor de Hakodate. Las tropas de la república de Ezo operaban bajo un mando mixto franco-japonés. El comandante en jefe era Ōtori Keisuke, con Jules Brunet como segundo, y cada una de las cuatro brigadas que lo componían al mando de un oficial francés (Fortant, Marlin, Cazeneuve y Bouffier), secundados por ocho comandantes japoneses al mando de cada media brigada. Más tarde, los exoficiales de la armada francesa Eugène Collache y Henri Nicol se unieron a los rebeldes, y Collache fue puesto a cargo de la construcción de defensas fortificadas a lo largo de las montañas volcánicas que rodean Hakodate, mientras que Nicol se encargó de reorganizar la armada.
Mientras tanto, una flota Imperial había sido creada rápidamente en torno al buque blindado Kōtetsu, el cual había sido adquirido por el gobierno Meiji a los Estados Unidos. Otros barcos imperiales eran el Kasuga, el Hiryū, el Teibo, el Yoshun y el Moshun, que habían sido entregados al nuevo gobierno por los dominios de Saga, Chōshū y Satsuma. La flota dejó Tokio el 9 de marzo de 1869 y se dirigió hacia el norte.

### Batalla de la bahía de Miyako

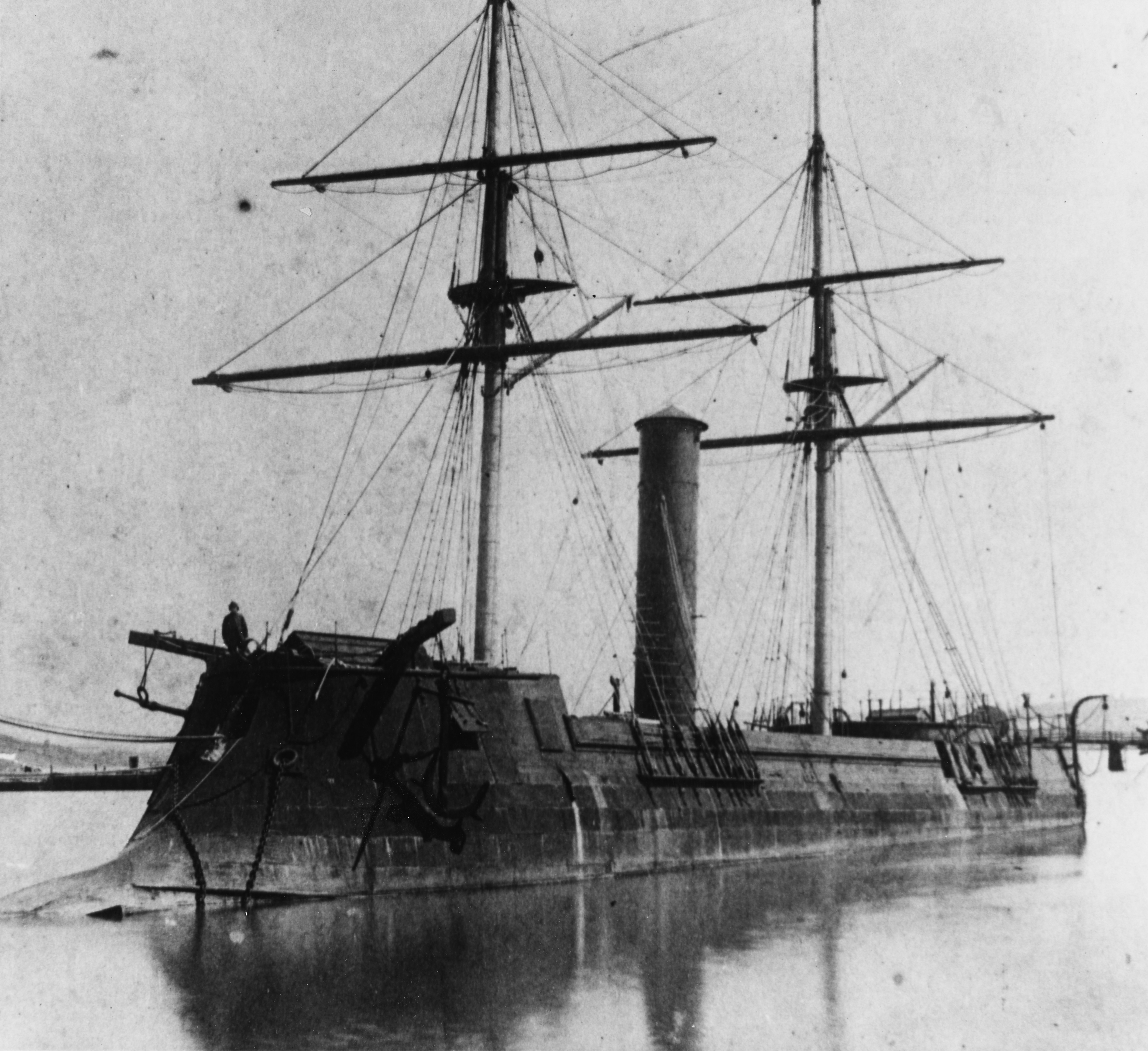
El buque blindado de la marina imperial Kōtetsu.

La armada imperial llegó a la bahía de Miyako el 20 de marzo. Habiendo previsto la llegada de dicha flota, los rebeldes habían ideado un arriesgado plan para hacerse con el poderoso navío Kōtetsu. Tres barcos fueron destacados para realizar un ataque por sorpresa: el Kaiten, que transportaba a las tropas del Shinsengumi, así como a Henri Nicol, el Banryū, que llevaba a Clateau y el Takao, con Eugène Collache a bordo. Para ganar la sorpresa, el Kaiten entró en la bahía de Miyako bajo pabellón norteamericano, para izar la bandera de la república apenas segundos antes de abordar al Kōtetsu. La tripulación del Kōtetsu consiguió rechazar el ataque con una ametralladora Gatling y causó una enorme cantidad de bajas a los atacantes. Los dos buques de guerra escaparon de vuelta a Hokkaidō, pero el Takao fue perseguido por la flota imperial y, viendo que no podían evadir la persecución, fue hundido por su propia tripulación.

### Desembarco de las tropas imperiales
El 9 de abril de 1869, 7,000 soldados imperiales desembarcaron en Hokkaidō. Fueron tomando sucesivas posiciones defensivas hasta que tuvo lugar el enfrentamiento final alrededor del castillo de Goryokaku y el fuerte de Benten (Benten Daiba en japonés 弁天台場?) cerca de la ciudad de Hakodate.

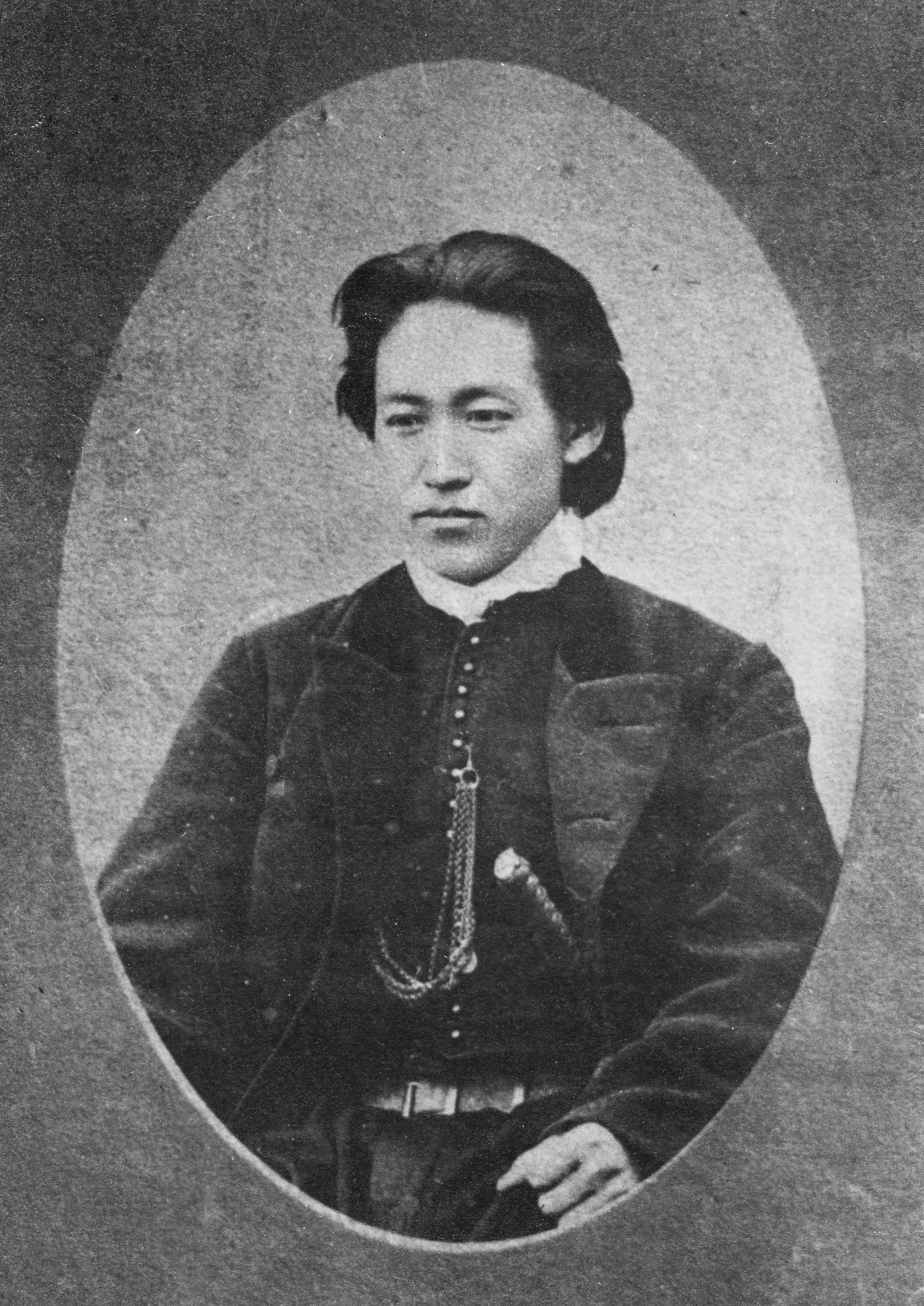
Hijikata Toshizo, jefe del Shinsengumi, luchó contra las tropas imperiales y murió en la batalla de Hakodate.

El primer gran combate naval entre dos flotas modernas de la historia de Japón tuvo lugar durante el mes de mayo de 1869 y es conocido como la batalla naval de la bahía de Hakodate.
Antes de la rendición final, en mayo de 1869, los consejeros militares franceses huyeron al Coëtlogon, un buque de guerra francés fondeado en la bahía de Hakodate para volver, posteriormente, a Yokohama y, desde ahí, a Francia.
Después de haber perdido cerca de la mitad de sus efectivos y la mayor parte de sus navíos, la república de Ezo se rindió al gobierno Meiji el 17 de mayo de 1869.

## Consecuencias
La batalla supuso el fin del antiguo régimen feudal de Japón y el fin de la resistencia armada a la restauración Meiji. Tras unos pocos años en prisión, varios de los líderes de la rebelión fueron rehabilitados y continuaron con su carrera política en el nuevo Japón unificado. Enomoto Takeaki fue particularmente exitoso y ejerció varios ministerios durante la era Meiji.
El nuevo gobierno imperial, ya firmemente establecido, creó muchas nuevas instituciones poco después del fin del conflicto, entre ellas la Armada Imperial Japonesa, en julio de 1869, en la que fueron incorporados muchos buques y soldados que habían participado en la batalla de Hakodate.
El futuro almirante Tōgō Heihachirō combatió en ella como artillero a bordo del buque de vapor de ruedas Kasuga.

## Representaciones posteriores de la batalla

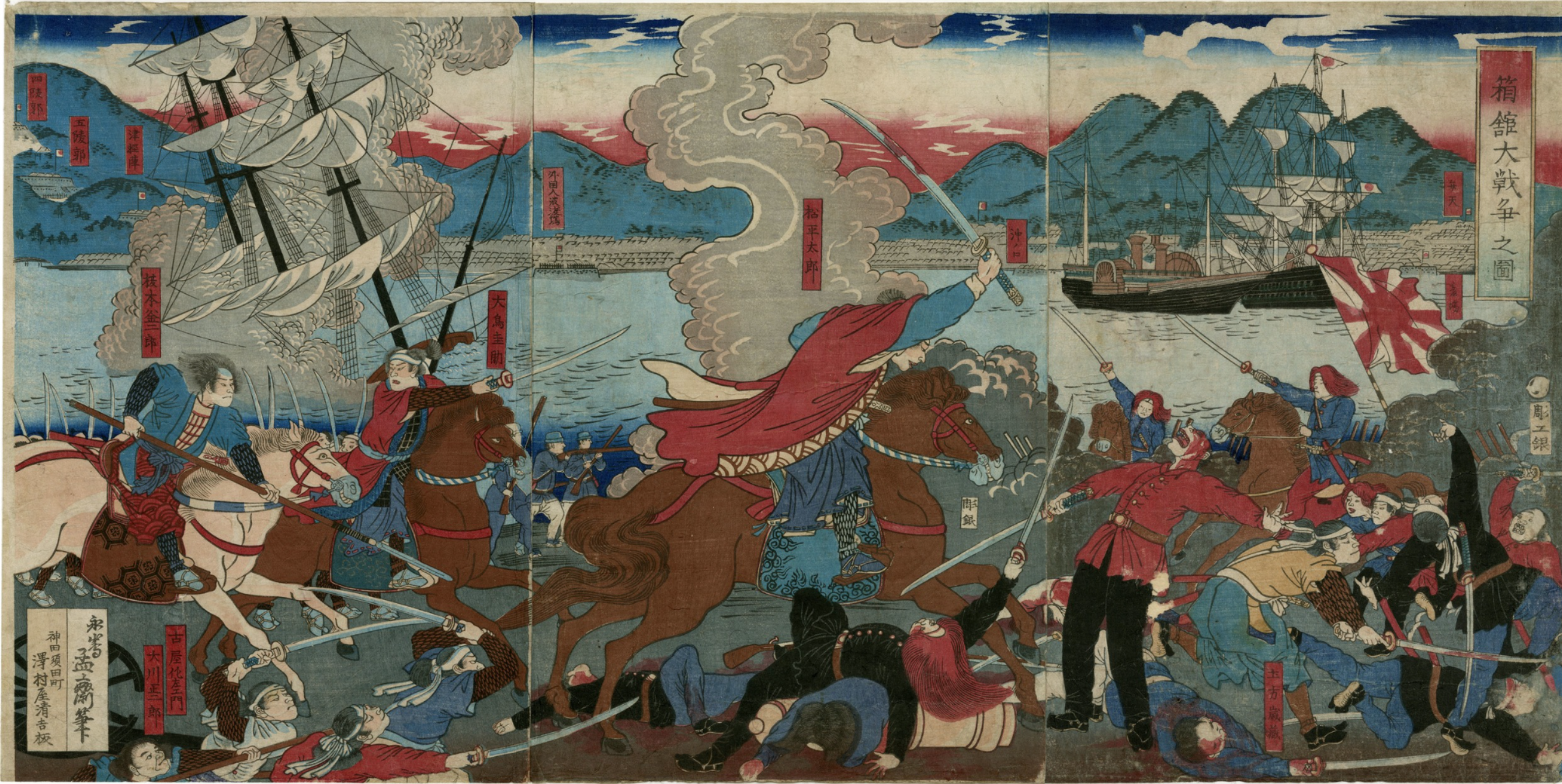
Una representación japonesa de la batalla de Hakodate, circa 1880, por Utagawa Yoshitora.
La carga de caballería, con un buque hundiéndose en segundo plano, está encabezada por los líderes de la rebelión. De izquierda a derecha, Enomoto (Kinjiro) Takeaki, Ōtori Keisuke, Matsudaira Tarō. El samurái vestido de amarillo es Hijikata Toshizō. Se ven soldados franceses con pantalones blancos. Las tropas imperiales, con uniformes modernos, están a la derecha. Los que llevan peluca roja (los "osos rojos" (赤熊, Shaguma) son soldados de Tosa. Los tocados con peluca blanca ("osos blancos" (白熊, Haguma) son de Chōshū. Los que llevan peluca negra ("osos negros" (黒熊, Koguma) de Satsuma. Al fondo se puede ver un moderno barco de vapor de guerra.

Aunque durante la Batalla de Hakodate se emplearon algunos de los sistemas armamentísticos y equipamientos más avanzados del momento: barcos de guerra de vapor (incluyendo un buque blindado, inventado apenas 10 años antes), ametralladoras Gatling, cañones Armstrong, uniformes y métodos de combate modernos, la mayor parte de las representaciones japonesas de la batalla realizadas pocos años después de la restauración Meiji muestran un toque anacrónico, representando a samuráis combatiendo con espadas al estilo tradicional, posiblemente con la intención de romantizar el conflicto o de minimizar el grado de modernización conseguido durante el período Bakumatsu (1853-1868).